# Ипполитов-Иванов, Михаил Михайлович
Михаи́л Миха́йлович Ипполи́тов-Ива́нов (настоящая фамилия — Ива́нов; 7 [19] ноября 1859, Гатчина, Санкт-Петербургская губерния — 28 января 1935, Москва) — русский и советский композитор, дирижёр, педагог. Народный артист Республики (1922). Большая часть карьеры Ипполитова-Иванова связана с Московской консерваторией.

## Биография
Ипполитов-Иванов родился в Гатчине, близ Санкт-Петербурга, 7 (19) ноября 1859 года.
Музыке учился с детства — сначала игре на скрипке, затем, живя уже в Петербурге, получил музыкальное образование в музыкальных классах для малолетних певчих при Исаакиевском соборе (1872—1875). В 1875 году поступил в Петербургскую консерваторию сначала в класс контрабаса, затем — специальной теории музыки, а через несколько лет (1880) — в класс композиции к Н. А. Римскому-Корсакову. Закончил обучение в 1882 году.

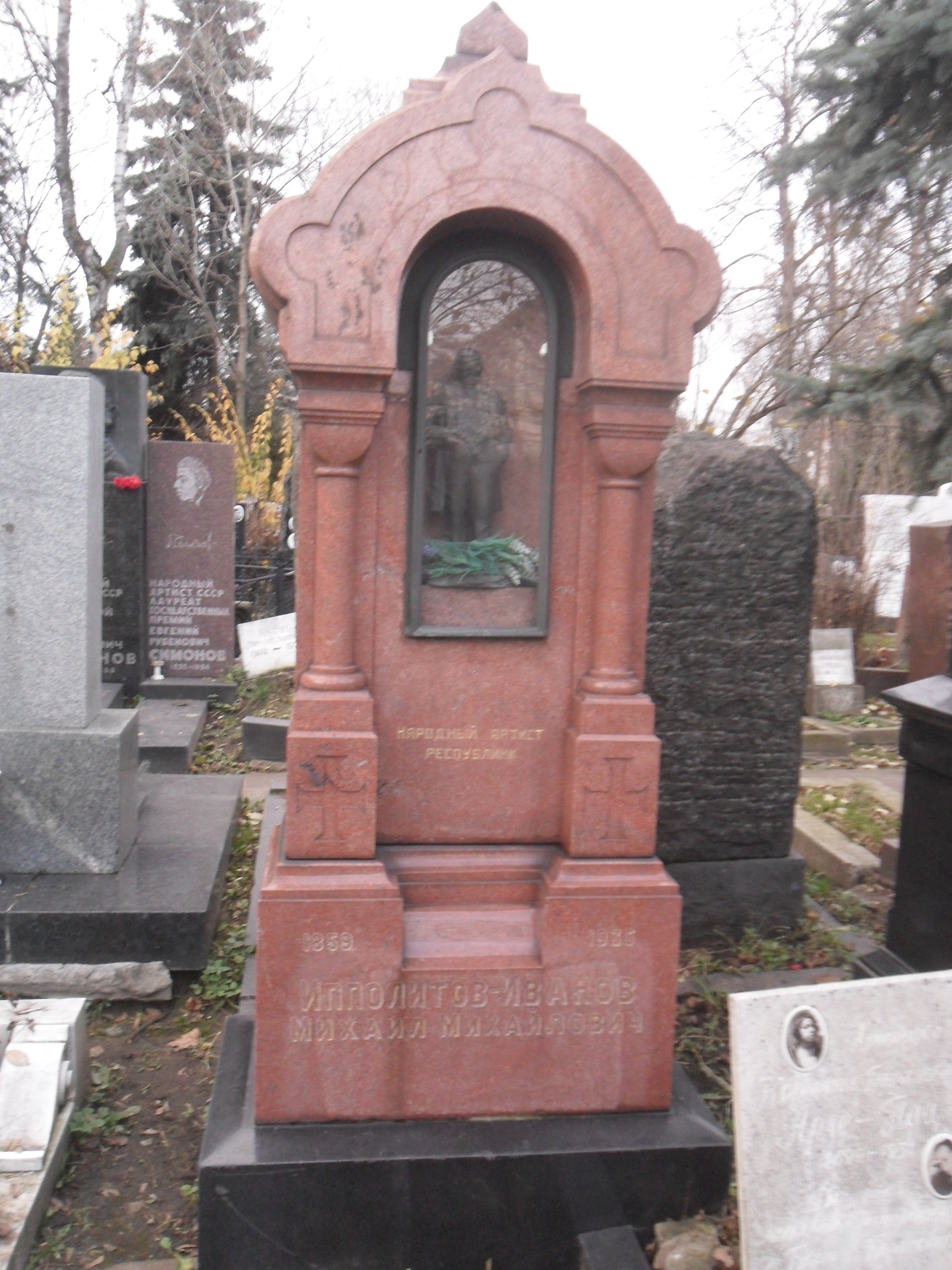
Могила Ипполитова-Иванова на Новодевичьем кладбище Москвы.

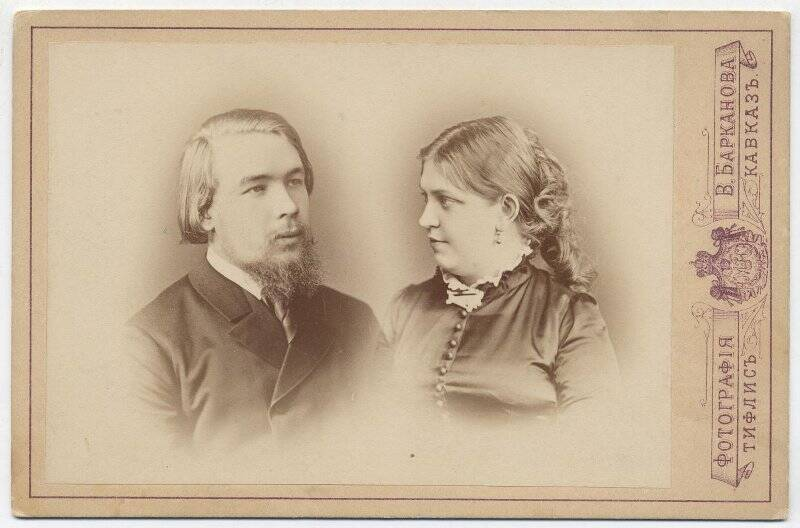
Михаил Ипполитов-Иванов и Варвара Зарудная

С 1882 по 1893 годы работал в Тифлисе (ныне — Тбилиси) в качестве руководителя основанного им отделения Русского музыкального общества, оперно-симфонического дирижёра и преподавателя музыкального училища. В Тифлисе в классе Ипполитова-Иванова начинает своё музыкальное образование польский композитор и педагог Витольд Малишевский. В 1895 году, на основе армянских народных мелодий, записанных им в Нахичевани, композитор создаёт «Армянскую рапсодию», а в 1933 году он пишет 4 пьесы на армянские народные темы для струнного квартета.
С 1893 года, по приглашению Чайковского, Ипполитов-Иванов — профессор Московской консерватории, а в 1906—1922 годах — её ректор. В 1899—1906 годах дирижёр Московской частной русской оперы Саввы Мамонтова и Оперы Зимина. С 1909 г. дирижировал в Исторических концертах С. Н. Василенко. С 1925 дирижёр Большого театра. Под его руководством впервые были исполнены оперы «Царская невеста», «Кащей Бессмертный» и др.
Жена — оперная певица В. М. Зарудная.
Умер 28 января 1935 года. Похоронен в Москве на Новодевичьем кладбище.

## Педагогическая деятельность
В Московской консерватории Ипполитов-Иванов преподавал гармонию, инструментовку, композицию, вёл оперный класс. Среди его учеников были А. М. Баланчивадзе, С. Василенко, Р. Глиэр, А. Гольденвейзер, Р. Меликян, К. Закарян, К. Игумнов, Т. Бубек. В 1905 году в качестве заместителя сменил на посту директора Московской консерватории В. И. Сафонова, ушедшего в годичный отпуск. В 1906 году, после отказа Сафонова продолжать работу в консерватории, стал её директором. Отдал много сил сохранению традиций Московской консерватории в годы Первой мировой войны и Октябрьской революции, стремился сохранить её профессорско-преподавательский состав, изыскивал необходимые средства и т. д. В 1917 году совместно с женой организовал Оперно-вокальную студию имени П. И. Чайковского (существовала до 1924 года). 2 октября 1922 года Совет консерватории принял отставку Ипполитова-Иванова с поста ректора.

## Творчество
В своём творчестве ориентировался на учителя — Н. А. Римского-Корсакова. Использовал русский, грузинский и армянский фольклор. В области гармонии был чужд новаций. Преимущественное внимание уделял жанру оперы. Сочинял русскую церковную музыку. Принимал участие в переносе грузинских духовных песнопений на ноты, внёс большой вклад в процесс сбора и издания грузинских народных песен. Среди наиболее часто исполняемых сочинений Ипполитова-Иванова — оркестровая сюита «Кавказские эскизы», хоры «Благослови, душе моя, Господа», «Се ныне благословите Господа», «Гимн пифагорейцев».

## Награды
- народный артист Республики (1922)
- орден Трудового Красного Знамени (30.01.1934)

## Память

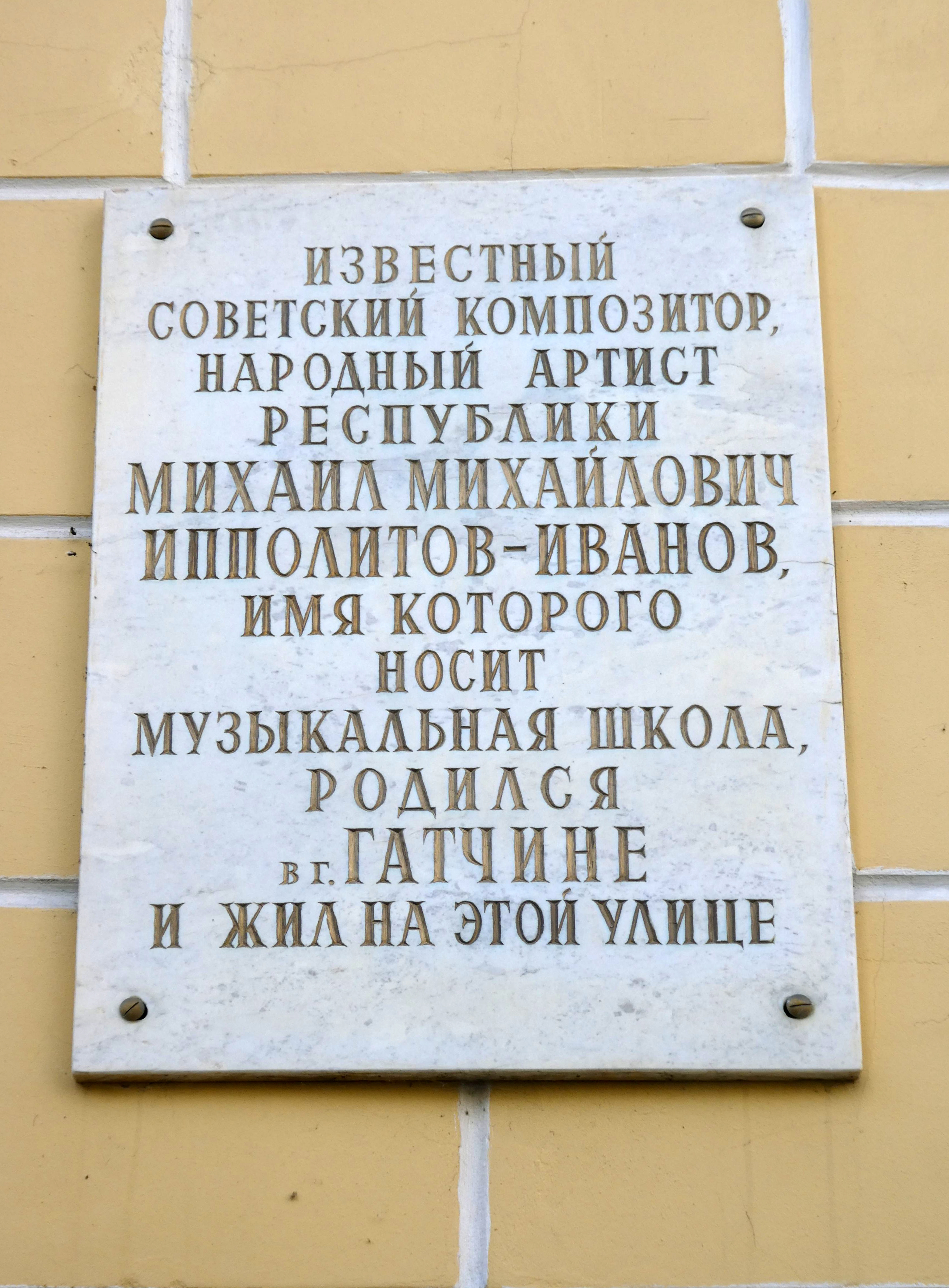
Мемориальная доска на музыкальной школе в Гатчине

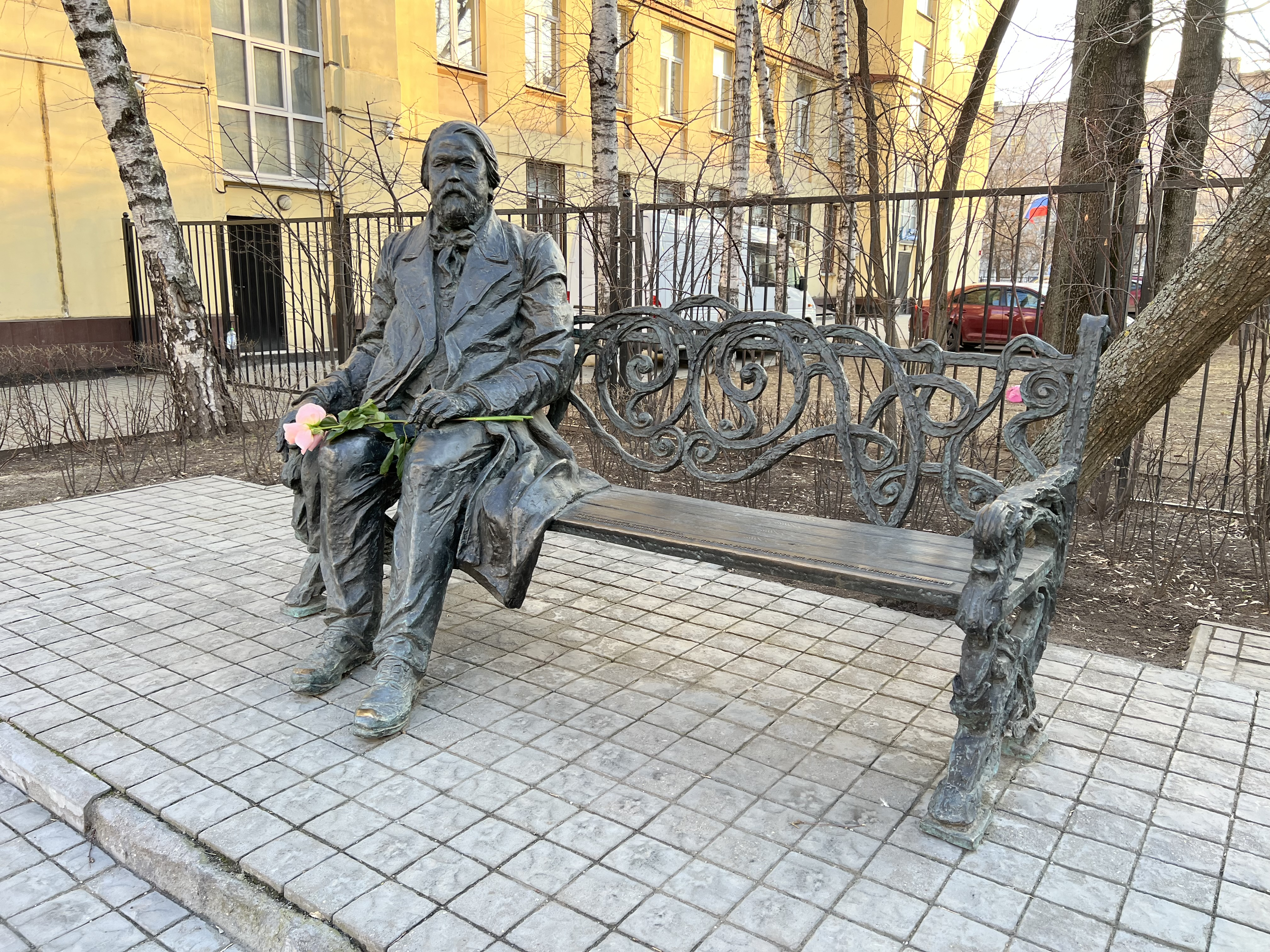
Памятник Михаилу Михайловичу Ипполитову-Иванову (1859-1935) в Москве. Скульптор - Айдын Зейналов

Именем М. М. Ипполитова-Иванова названы музыкальные школы в Москве, Гатчине (на здании установлена мемориальная доска) и Ростове-на-Дону; музыкальная школа № 1 в Костроме, а также известнейшее Московское музыкальное училище ныне Государственный музыкально-педагогический институт (Москва).
В ноябре 2019 года в Москве рядом с Государственным музыкально-педагогическим институтом открыт первый памятник М. Ипполитову-Иванову (автор — скульптор Айдын Зейналов).
В ноябре 2021 года в Гатчине, у здания детской музыкальной школы, носящей имя композитора, был установлен памятник.
В Тбилиси названа улица в честь М. М. Ипполитова-Иванова (административный район Глдани-Надзаладеви).

## Музыка Ипполитова-Иванова в кино
- «Сны» (1990) — «В ауле» из сюиты «Кавказские эскизы»

## Список произведений

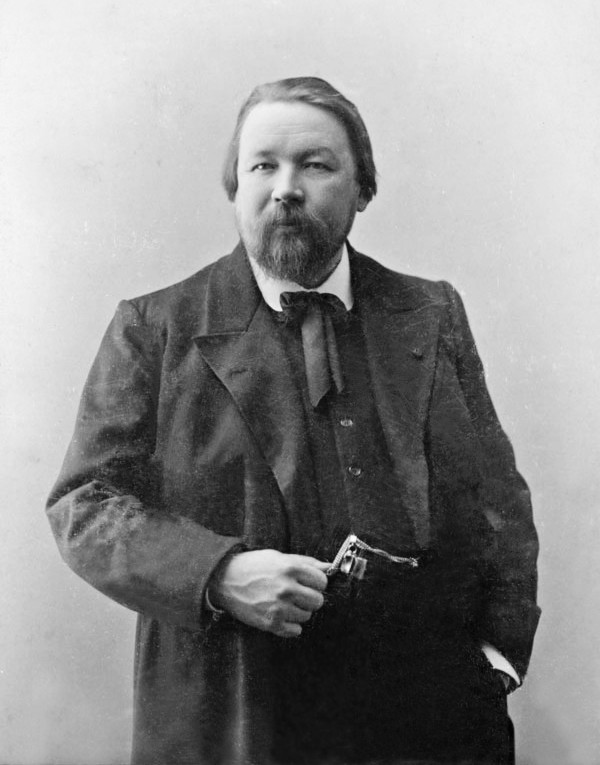
Михаил Михайлович Ипполитов-Иванов (почтовая карточка, 1912 год)

### Оперы
- Ор. 6. «Руфь» (1883—86, 1-я постановка в 1887 году).
- Ор. 30. «Ася» (1900, 1-я постановка в 1900 году): клавир.
- Ор. 43. «Измена» (1908—09, 1-я постановка в 1910 году): клавир.
- Ор. 53. «Оле из Нордланда» (1915, 1-я постановка в 1916 году): клавир.
- Ор. 74. «Последняя баррикада» (1933).

### Сочинения для оркестра
- Ор. 1. «Яр-Хмель (Весенняя увертюра)» (1881).
- Ор. 2. Скерцо (после 1881?).
- Ор. 10. Сюита № 1 «Кавказские эскизы» (1894): партитура.
- Ор. 34. Симфониетта (1902?, оркестровая версия скрипичной сонаты).
- Ор. 42. Сюита № 2 «Иверия» (1896): партитура.
- Ор. 46. Симфония № 1 (1907).
- Ор. 48. «Армянская рапсодия на народные темы» (1895).
- Ор. 50. «На Волге», музыкальная картинка (1910?).
- Ор. 54. «Мцыри», симфоническая поэма для оркестра и голоса ad libitum (1923—24): партитура.
- Ор. 55. «Тюркский марш» (1926).
- Ор. 56. «Из песен Оссиана», 3 музыкальные картины (1925): партитура.
- Ор. 62. Сюита № 3 «Тюркские фрагменты» (1930): партитура.
- Ор. 65. Сюита № 4 «В степях Туркменистана» (1935).
- Ор. 69. Сюита № 5 «Музыкальные картинки Узбекистана» (1935?).
- Ор. 79. «Каталонская сюита» (1932?).
- Симфония № 2 «Карелия» (без опуса; 1935).

### Сочинения для хора
- Ор. 12. «Коронационная приветственная кантата» для детского хора и оркестра (1895)
- Ор. 18. «5 характерных картинок» для женского или смешанного хора и оркестра (1897): партитура
- Ор. 24. «Новгородская былина о лебеди белой» для смешанного хора (1894 или 1898)
- Ор. 29. «2 запричастных стиха» для смешанного хора и фортепиано (1899)
- Ор. 37. Литургия св. Иоанна Златоуста, для смешанного хора без сопровождения
- Ор. 38. «5 херувимских песней» для женского хора (1903).
- Ор. 39. «Гимн пифагорейцев восходящему солнцу» для смешанного хора, 10-ти флейт, 2-х арф и тубы (1904): клавир
- Ор. 43а. «Избранные молитвословия из Всенощного бдения» для смешанного хора (1909?)
- Ор. 49. Кондак св. Апостолу Матфею
- Ор. 54. Тропарь на празднование в честь явления Богородицы во граде Казани. Тропарь преподобному Дионисию Радонежскому
- «Привет Горькому» для смешанного хора и фортепиано (без опуса; 1927).

### Сочинения для голоса
- Ор. 14. 6 романсов для голоса и фортепиано (1896).
- Ор. 21. 6 романсов для голоса и фортепиано (1897): ноты.
- Ор. 22. 7 романсов для голоса и фортепиано (1897): ноты (№ 1—6).
- Ор. 28. 5 романсов для голоса и фортепиано (1899): ноты.
- Ор. 31. 4 романса для баритона и фортепиано (1901): ноты.
- Ор. 37. «Литургия св. Иоанна Златоуста» для смешанного хора (1903).
- Ор. 40. «3 библейских стихотворения» для голоса и фортепиано (1904): ноты.
- Ор. 41. «7 псалмов царя Давида» для голоса и фортепиано или арфы (1905).
- Ор. 45. «Сонеты Вильяма Шекспира» для голоса и фортепиано (1913): ноты.
- Ор. 58. 3 романса для голоса и фортепиано (1925?): ноты.
- Ор. 60. «5 японских стихотворений» для голоса и фортепиано (1928): ноты.
- Ор. 63. 4 романса для голоса и фортепианного трио (1933): ноты.
- Ор. 66. «2 былинки» для голоса и фортепиано (1933): ноты.
- Ор. 68. «4 стихотворения Рабиндраната Тагора» для голоса, флейты (или скрипки) и фортепиано (1935): ноты.
- Ор. 73. «5 русских песен» для голоса и фортепианного трио (1932).
- «3 киргизские песни» для голоса, деревянных духовых и фортепиано (без опуса; 1931).

### Камерно-инструментальная музыка

#### С номером опуса
- Ор. 7. 5 маленьких пьес для фортепиано (1885).
- Ор. 8. Соната для скрипки и фортепиано (1895).
- Ор. 9. Фортепианный квартет (1894): партитура.
- Ор. 13. Струнный квартет (1894): партитура.
- Ор. 71. «Вечер в Грузии», музыкальная картинка для флейты, гобоя, кларнета, фагота и арфы или фортепиано (1935): партитура и голоса.

#### Без номера опуса
- «9 кавказских танцев» для народных инструментов (1883): ноты.
- «2 киргизские песни» для деревянных духовых и фортепиано (1931).
- Вариации для фортепианного трио (1932): ноты.
- «Сборник восточных мелодий в обработке для фортепиано» (1934).
- «3 пьесы на армянские темы» для струнного квартета (1934).
- Ноктюрн для арфы (1934).
- «Испанская серенада» для альта и фортепиано (опубл. в 1954).

### Музыка к фильмам
- 1908 — «Понизовая вольница»
- 1909 — «Песнь про купца Калашникова» (фильм не сохранился)
- 1914 — «Волга и Сибирь» (фильм не сохранился)
- 1935 — «Чёрная пасть (Кара-Бугаз)» (совместно с С. И. Потоцким)

### Редактирование и обработка чужих сочинений
- Ор. 70. «Женитьба» (1931, 1-я постановка в 1931 году): клавир. Инструментовка и завершение одноимённой оперы М. П. Мусоргского.

### Утраченные и незаконченные работы
- Опера «Азра» (1889—90, оригинал уничтожен автором). Часть музыкального материала вошла в оперу «Измена».

### Литературное наследие
- Грузинская народная песня и её современное состояние // Артист. — 1895. — № 45.
- Учение об аккордах, их построение и разрешение. — М.: Лит. о-ва распр. полез. кн., 1895. — 66 с.
- 50 лет русской музыки в моих воспоминаниях. — М.: Музгиз, 1934. — 159, [1] с.

### Прижизненные
- Чемоданов, Сергей Михайлович. Михаил Михайлович Ипполитов-Иванов… / С. Чемоданов ; Обложка: I. R. [И. Рерберг]. — Москва : Музыкальный сектор — Гос. изд-во, 1927 (нотопечатня). — 56 с. : портр.; 18х13 см. — (Биографии современных русск. композиторов…).
- Чемоданов, Сергей Михайлович. Михаил Михайлович Ипполитов-Иванов : К 50-летию музыкальной деятельности / С. М. Чемоданов. — Москва : Гос. муз. изд-во, 1933 («Образцовая» тип.). — Обл., 40 с. : портр.; 18х13 см.